# Késmárki új evangélikus templom
A késmárki új evangélikus templom Szlovákia egyik legnagyobb evangélikus templomai közé tartozik. Szomszédságában 17. századi elődje áll.
A templom a 19. században épült. Vörös kupoláját jól látni a város körüli dombokról.

## Története
A 19. század második felében az addig használt artikuláris templom állapota megromlott, ezért a helyi közösség egy új liturgikus helyszínt szeretett volna építeni. A terveket a dán-osztrák építész, Theophil Hansen készítette.
Az építkezés ünnepélyes megkezdésére 1872-ben került sor, a városfal előtti feltöltött vizesárok helyén, egy erre a célra adományozott földterületen. A munkálatokat egy helyi építőmester, Lazary Viktor vezette. Bár 1880-ra kész lett a tető is, de pénzhiány miatt az építkezést 11 évre meg kellett szakítani. Az elkészült templomot csak 1894. december 2-án tudták felszentelni.

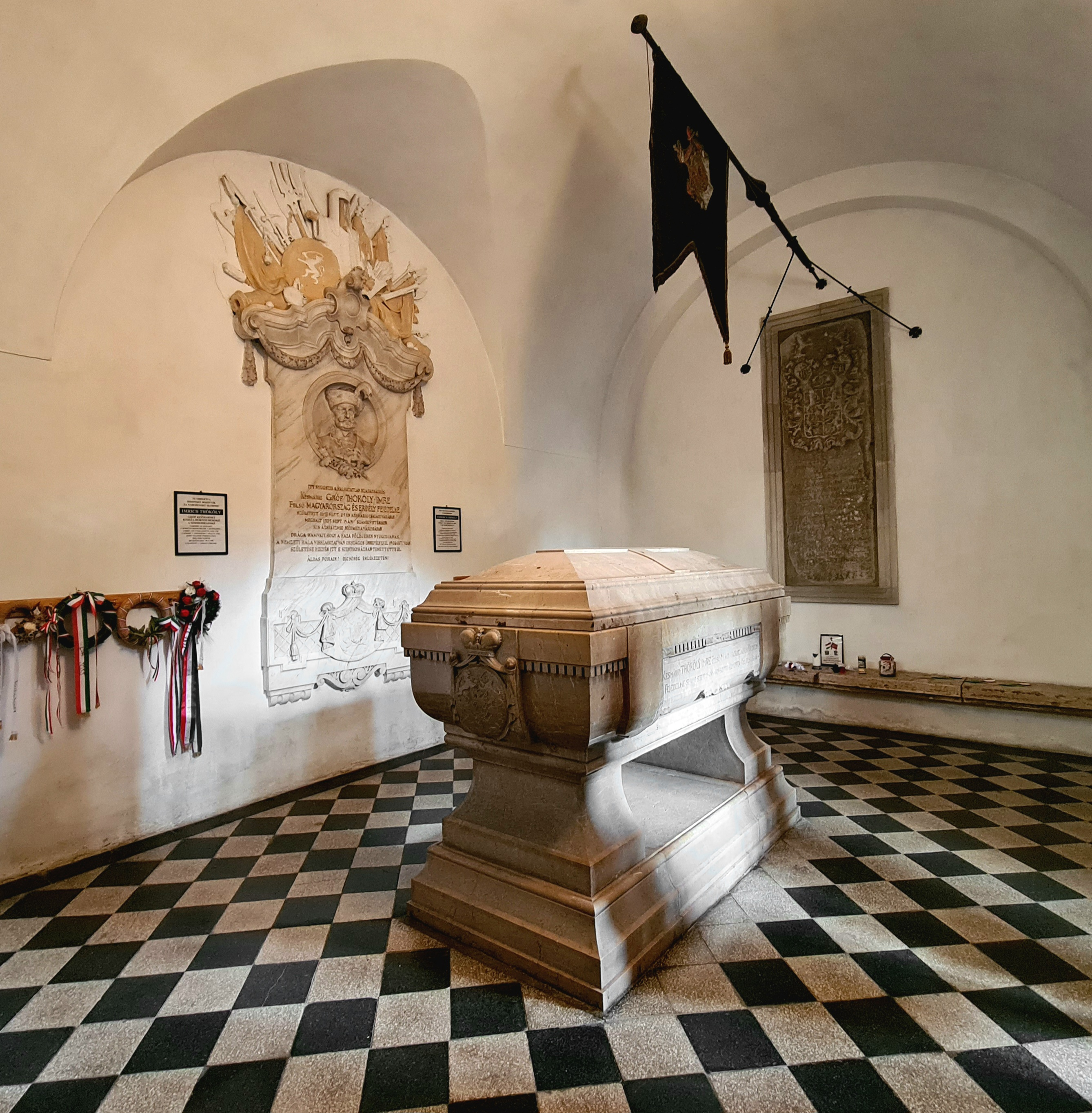
Thököly Imre sírja

1909-ben alakították ki a Thököly-mauzóleumot, ahol örök nyugodalomra helyezték Thököly Imre Oszmán Birodalomból 1906-ban hazaszállított maradványait. A kriptával szemközt a falon az első világháborúban elesettek 1925-ben emelt emlékműve található meg, mely Kőszeghy Elemér alkotása.
1969 és 1972 között a templomon homlokzati felújítást, 1989 és 1991 között belső rekonstrukciót végeztek.

## Belső képe
A templom 80 méter hosszú és 20 méter széles egyhajós templom, tornya 42 méter, kupolája 33 méter magas. Szokatlan vörös-zöld festése és a belső tér orientalista tervezése miatt kinézete mecsethez vagy zsinagógához hasonló.
Theophil Hansen eredetileg egy Jeruzsálemben felépítendő templom terveit készítette el neobizánci stílusban bizánci, román, reneszánsz, mór és keleti stíluselemekkel. A mennyezetet arabeszkek, az ablakokat hatágú Dávid-csillagok díszítik. Hasonló templom áll Bécs VI. kerületében, Mariahilfben, ami Hansen apósa, Ludwig Förster építész tervei alapján készült.
Az orgonakarzat román stílusú, Törökországból származó fekete márvány oszlopokon nyugszik. Az oltáron fából készült Krisztus szobor látható. Oldalt, a két szószék részarányosan készült.
A padokra erősített fémtáblák az ülőhelyek néhai tulajdonosait jelzik, többüknek a kassai kormányprogram miatt kellett elhagynia otthonát.

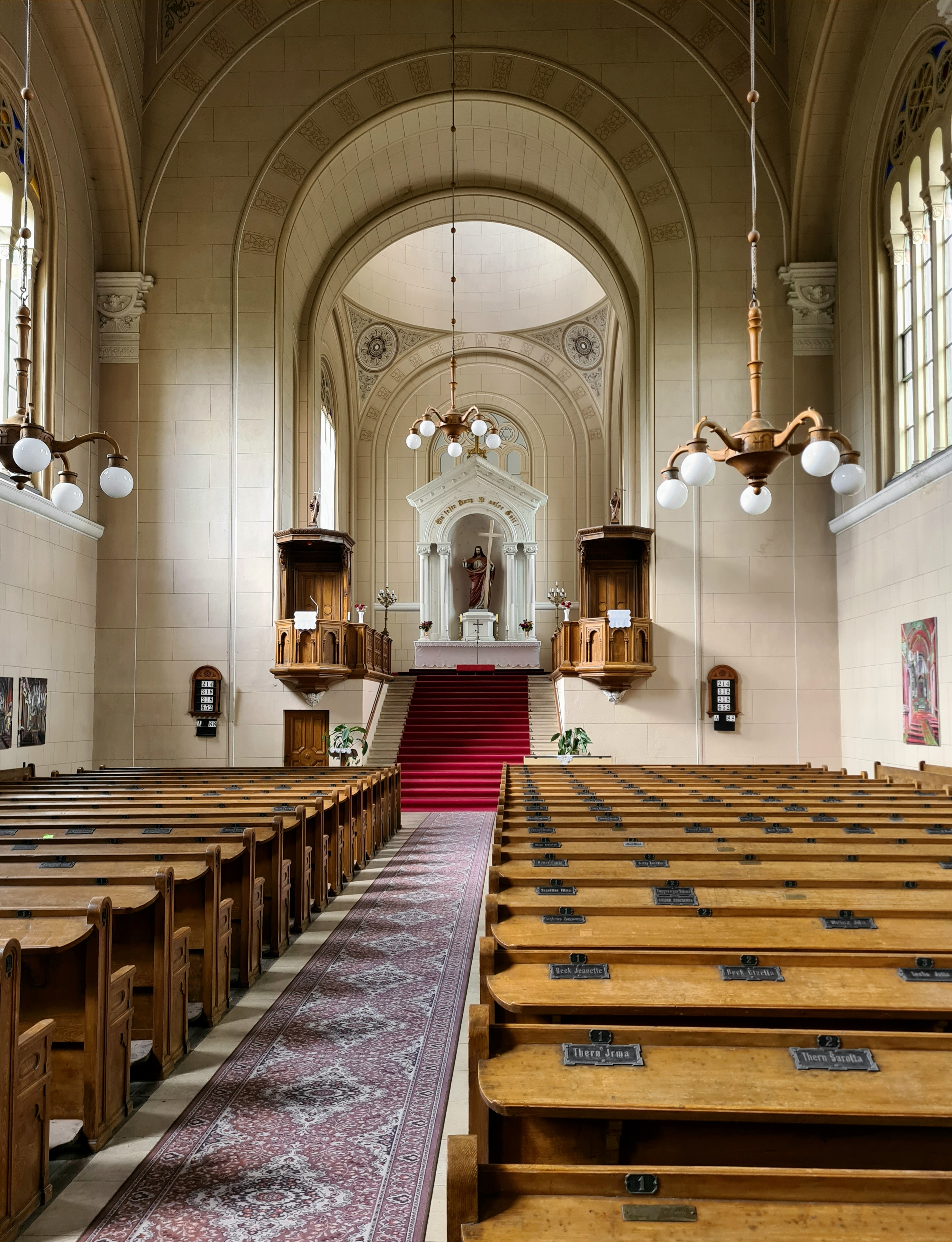

Jelenleg itt tartják az evangélikus istentiszteleteket, a templomban körülbelül 900 ember fér el.

## Fordítás
- Ez a szócikk részben vagy egészben  a   Neue_Evangelische_Kirche_(Kežmarok) című német Wikipédia-szócikk fordításán alapul.  Az eredeti cikk szerkesztőit annak laptörténete sorolja fel. Ez a jelzés csupán a megfogalmazás eredetét és a szerzői jogokat jelzi, nem szolgál a cikkben szereplő információk forrásmegjelöléseként.